# Lourenço Augusto de Sá e Albuquerque
Lourenço Augusto de Sá e Albuquerque (14 de outubro de 1852 —) foi um político brasileiro.
Foi governador do Maranhão, de 14 de março a 18 de dezembro de 1891.